# Sal Buscema
Silvio „Sal“ Buscema (* 26. Januar 1936 in Brooklyn, New York City) ist ein US-amerikanischer Comiczeichner.

## Leben und Arbeit
Buscema begann Mitte der 1960er Jahre auf Vermittlung seines älteren Bruders, dem Zeichner John Buscema, als Tuschezeichner für den US-amerikanischen Verlag Marvel Comics zu arbeiten.
Nachdem er einige Jahre lang ausschließlich die Bleistiftvorlagen seines Bruders getuscht hatte, übernahm Buscema mit der Zeit in zunehmendem Maße auch eigene Zeichenaufträge. Für Marvel zeichnete Buscema in einem Zeitraum von über 30 Jahren an Serien wie Captain America, The Incredible Hulk, The Mighty Thor, The Defenders und vor allem Spider-Man. Autoren, mit denen Buscema dabei zusammenarbeitete, waren unter anderem Steve Englehart, Len Wein, Roger Stern, Gerry Conway, Walt Simonson und Steve Gerber.
Die umfangreichste Arbeit in Buscemas Karriere war ein mehr als 100 Ausgaben umfassendes Engagement als Zeichner der Serie Spectacular Spider-Man von 1988 bis 1996.
Mitte der 1990er Jahre ging Buscema in den Halbruhestand. Seither verzichtet er auf die zeitraubenden Gigs als Bleistiftzeichner und beschränkt sich erneut, wie in seinen frühen Jahren, darauf, die Arbeiten anderer Künstler zu tuschen.